# 심포
심포(心包)는 한의학에서 심장의 바깥막 즉 기혈(氣血)이 지나는 통로이며 낙맥(絡脈)이 연결되어 있고 심장을 보호하며 심장의 기능을 돕는 작용을 하는 장기(臟器)이다.
한의학에서 심포(心包)가 십이경맥중 심포경맥을 의미할때에는 가슴 속에서 시작하여 심포(心包)에 속하고 가로막을 지나 삼초(三焦)에 속하는 경맥을 말한다.
한편 심포(心包)는 동의보감에서  포(胞)로 표기되며 삼초와 마찬가지로 실재하는 인체의 해부학상 기관이 아니다.
한의학에서는 심포와 삼초가 표리관계에 있다고 인식한다.

## 형상
동의보감 내경편에서 언급한바있다.
胞者一名赤宮一名丹田一名命門男子藏精施化婦人繫胞有孕俱爲生化之原非五行也非水亦非火此天地之異名也象坤土之生萬物也《東垣》○內經曰胞者藏於陰而象於地名曰奇恒之府註曰奇異於恒常之六府也○此胞非膀胱中盛尿之胞也
포라는것은 일명 적궁 또는 일명 단전 또는 일명 명문이라 한다. 정을 저장하여 화하여 베풀고 부인은 포에 매이어 잉태함이 있다.  이 모두 생화의 근원이된다. 오행이 아니며 물도 아니며 또한 불도 아니다. 이것은 천지의 또다른 이름이다. 형상이 곤의 땅으로 만물을 태어나게하는 것이다. (동원) 내경왈, 포는 음에서 감추고 땅에서 드러난다. 이름하여 왈, 기항(奇恒)의 부(府)인것이다. 주(註) 왈, 항상있는 육부와는 기이하다. 이것 포는 방광에서 오줌을 성하게 하는 포와는 다른것이다.

## 같이 보기
- 동의보감